# Bistum Blois
Das Bistum Blois (lateinisch Dioecesis Blesensis, französisch Diocèse de Blois) der römisch-katholischen Kirche in Frankreich mit Sitz in der Stadt Blois wurde am 1. Juli 1697 als Suffraganbistum des Erzbistums Paris gegründet. Sein heutiges Gebiet entspricht dem Département Loir-et-Cher.
Nach dem Konkordat zwischen Napoléon Bonaparte und Papst Pius VII. vom 11. Juli 1801 wurde es mit dem Bistum Orléans vereinigt. Durch königliches Dekret wurde es 1817 innerhalb der Pariser Provinz wiedererrichtet, doch der Bischofsstuhl wurde erst 1823 erneut besetzt.
Im Rahmen der Reform der Kirche von Paris (1966) gelangte das Bistum in die Kirchenprovinz Bourges, wo es bis zur Reform der Kirche von Frankreich (2002) insgesamt aus der aufgelösten Provinz Bourges in die umstrukturierte Kirchenprovinz Tours kam.